# XLIX Festival Internacional de la Cultura de Boyacá 2022
La 49.ª edición del Festival Internacional de la Cultura de Boyacá, fue celebrada en la ciudad colombiana de Tunja y tuvo lugar entre el 4 al 13 de noviembre de 2022. Para esta edición el festival estuvo dedicada a la inclusión, en el cual abre espacio a los artistas locales y cultores, a los artistas cotidianos que se ven en las calles, hacia las manifestaciones de las comunidades étnicas, indígenas y afro y a los niños, niñas y adolescentes en condición de discapacidad que cuentan con grandes habilidades y destrezas que son más poderosas que cualquier barrera, para ello se desarrolló el primer Festival de Inclusión Infantil Cultural FIIC Sin Límites celebrado el 15 de octubre en la ciudad de Tunja. El evento expondrá las artes en toda su magnitud y se reunió a los representantes de la literatura, el cine, el muralismo, la música, la artesanía, la danza y el teatro, con más de mil artistas en escena en quinientos eventos, al igual que los artistas de 14 países del mundo y con exponentes de diferentes regiones del país, entre los cuales se presentaron en varios de los puntos de la geografía departamental. En esta edición del festival no hubo país o ciudad invitada de honor.  
El lanzamiento local del festival se llevó a cabo el 27 de octubre en el Centro Comercial Unicentro de Tunja y el lanzamiento nacional se llevó a cabo el 30 de noviembre en el Parque Simón Bolívar en el sector del Parque de los Novios en Bogotá, con la presentación de grupo San Miguelito, además de influencers, trovadores costumbristas, poetas y artistas carrangueros del departamento entre otros. 
El evento está organizado por:
Ramiro Barragán Adame (Gobernador de Boyacá)
Tatiana Ríos (Gestora social del departamento)
Sandra Mireya Becerra Quiroz (Secretaria de Cultura y Patrimonio de Boyacá)
Luis Miguel Diaz (Gerente del festival)
Jorge Enrique Pinzón (Gerente Fondo Mixto de Cultura de Boyacá y Gerente del FIC)
y los coordinadores en cada una de las áreas del festival. 

## Artistas Destacados
| País participante    | Arte            | Artista-Evento                          |
| -------------------- | --------------- | --------------------------------------- |
| Colombia             | Música          | Orquesta Sinfónica Nacional de Colombia |
| Colombia             | Música          | Filarmónica Joven de Bogotá             |
| Colombia             | Música          | María Mulata                            |
| Colombia             | Música          | Julio Nava con los Visibles Invisibles  |
| Colombia             | Música          | Los Dotores de la Carranga              |
| Colombia             | Música          | Aries Vigot                             |
| Colombia             | Música          | Compañía Ilimitada                      |
| Colombia             | Música          | La Etnia 527                            |
| Colombia             | Música          | Omar Geles                              |
| Colombia             | Música          | Grupo Caneo                             |
| Colombia             | Música          | San Miguelito                           |
| Colombia             | Música          | Nicolás Nicoyembe                       |
| Colombia             | Música          | Laura y Juan Ex-Mojito Lite             |
| Colombia             | Música          | Su Presencia                            |
| Argentina            | Música          | Diego Torres                            |
| Argentina            | Música          | La Mosca Tsé-Tsé                        |
| República Dominicana | Música          | Rikarena                                |
| Alemania             | Artes plásticas | Yves Drube                              |